# نیشیمورا ۶۳۰۶
سیارک ۶۳۰۶ (به انگلیسی: 6306 Nishimura، نامگذاری:1989UL3) شش هزار و سیصد و ششمین سیارک کشف شده‌است که در ۳۰ اکتبر ۱۹۸۹ کشف شد.
قدر مطلق سیارک برابر ۱۲٫۲۰ است.